# Сабери, Борис Биджан
Борис Биджан Сабери — немецкий дизайнер, ставший известным в мире высокой моды благодаря своему авангардному взгляду на классические элементы одежды, эксперименты с формой и фактурой. Является представителем «новой волны» уличной моды, которой характерна смелость моделей, качественное исполнение и малое разнообразие цветовой гаммы. Одежда Сабери включает элементы большинства современных уличных культур, таких как: панк и хип-хоп, но оформленный в ближневосточном стиле. Прототипы его вещей создаются вручную, а на одежду из «первой линии» существует высокий спрос.

## Биография
Борис Биджан Сабери родился 11 сентября 1978 года в Мюнхене, Германия. Его мать — немка, а отец — сириец. Поликультурализм, который был с ним с момента рождения, он пронесет через все свое творчество. Родители Бориса работали в индустрии моды, имели собственный бренд одежды.
Борис достаточно рано познакомился с основами дизайна и производства одежды. Уже в 14 лет молодой дизайнер освоил швейную машинку и пробовал создавать собственные вещи, начав с переделки джинсов Levis.
В 24 года Борис переезжает в Испанию, чтобы продолжить обучение дизайну. В Барселоне он поступает в школу Felicidad Duce, которую оканчивает с дипломом в 2006 году. Будучи студентом, он создает свою первую коллекцию аксессуаров «U Can F*ck W». Уже в первой коллекции прослеживался его фирменный почерк — нестандартные швы на изделиях, активное использование различных металлов, авторский подход к обработке кожи. После окончания школы дизайна в 2006 году создает собственный бренд одежды и спустя год выпускает первую коллекцию мужской одежды с тем же названием — «U Can F*ck W». В 2008 году он дебютирует на Неделе Моды в Барселоне с коллекцией NET3X3, после чего его одежда начинает появляться в модных европейских бутиках. Из-за его стиля, который сочетает в себе элементы готики и гламурной небрежности, его начинают сравнивать с известными уже тогда Энн Демельмейстер и Риком Оуэнсом.
В 2013-м году Борис Биджан Сабери запускает свой второй бренд — 11 by Boris Bidjan Saberi, который становится классическим представителем «второй линии» в модных домах. Бренд ориентирован на более массовую аудиторию, за счет спортивной составляющей и более демократичной ценовой политики. Коллекции бренда начинают отшиваться в Португалии, а на рынке впервые появляются подделки.
В 2017-м году он попадает в ежегодный рейтинг HypeBeast’s HB100 , как один из самых креативных мировых дизайнеров.

## Сотрудничество
Борис Биджан Сабери на разных этапах своего творческого пути сотрудничал с известными мировыми дизайнерами и брендами.
Одна из самых известных коллекций очков немецкого дизайнера была создана в соавторстве с Линдой Фэрроу.
В 2014 году Борис разрабатывает дизайн модели Instapump Fury к 20-летию бренда Reebok.
В 2018 году для своего бренда 11 by Boris Bidjan Saberi , Борис сотрудничал с американским художником Филом Америком для их коллекции весна/лето 2018 года.

## Коллекции
- 2007 — Весна/Лето 2008 коллекция «Net»     (Неделя моды в Барселоне)
- 2008 — Осень/Зима 2008—2009 коллекция «Kefien Liberty» (Неделя моды в Париже)
- 2008 — Весна/Лето 2009 коллекция «Desert Storm» (Неделя моды в Париже)
- 2009 — Осень/Зима 2009—2010 коллекция «Back Towards» (Неделя моды в Париже)
- 2009 — Весна/Лето 2010 коллекция «Straight Strength» (Неделя моды в Париже)
- 2010 — Осень/Зима 2010—2011 коллекция «Primitive Sculpture» (Неделя моды в Париже)
- 2010 — Весна/Лето 2011 коллекция «Mechanism» (Неделя моды в Париже)
- 2011 — Весна/Лето 2011 коллекция «Kendoism» (Неделя моды в Париже)
- 2011 — Осень/Зима 2011 коллекция «Blood» (Неделя моды в Париже)
- 2012 — Осень/Зима 2012—2013 коллекция «Glacierism» (Неделя моды в Париже)
- 2012 — Весна/Лето 2013 коллекция «Classicism» (Неделя моды в Париже)
- 2013 — Осень/Зима 2013—2014 коллекция «Science Fiction» (Неделя моды в Париже)
- 2013 — Презентация бренда 11 — by Boris Bidjan Saberi — Осень/Зима 2013—2014 — titled «1» (Неделя моды в Париже)
- 2014 — Весна/Лето 2014 коллекция «Sailorism»
- 2014 — Осень/Зима 2014—2015 коллекция «STRUCTURISM»
- 2015 — Весна/Лето 2015 коллекция «SYMBIOSISM»
- 2015 — Осень/Зима 2015—2016 коллекция «HEIMAT»
- 2015 — Весна/Лето 2016 коллекция «SUBSPHERE»
- 2016 — Осень/Зима 2016—2017 коллекция «SQUADRON»
- 2016 — Весна/Лето 2017 коллекция «POST HUMANISM»
- 2017 — Осень/Зима 2017—2018 коллекция «ANCHORISM»
- 2017 — Весна/Лето 2018 коллекция «ARCANISM»
- 2018 — Осень/Зима 2018—2019 коллекция «PAGANISM»
- 2018 — Весна/Лето 2019 коллекция «BRUTALISM»